# 길주로
길주로(吉州路)는 인천광역시 서구 석남동과 경기도 부천시 오정구 성곡동 작동터널을 잇는 도로이다.

## 역사
- 2004년 6월 23일 : 천마터널(인천광역시 서구 석남동 ~ 부평구 산곡동) 2.3km 구간 개통[1]
- 2009년 7월 10일 : 2개 이상 시·도에 걸쳐 있는 도로로 길주로를 고시[2]

## 특징
부평에서 부천이나 서울로 출퇴근 하는 차량의 증가와 대규모 택지지구의 잇따른 입주에 따른 교통난을 해결하기 위해 개설된 도로이다.

과거 길주로의 부천구간은 계남큰길, 인천구간은 길주로라고 불렸으나, 2009년 7월 10일부터 도로명 정비로 길주로라는 명칭으로 통일되었다. 의미는 옛날 고려 충렬왕 때 부천과 부평 지역의 고을 이름이 '길주'였는데 이를 반영한 것이다. 작동터널을 지나서 서울특별시 시계를 지나면 신정로와 직결된다.
서울 지하철 7호선의 연장 구간인 까치울역~부평구청역 구간이 이 도로의 지하를 지난다.

## 주요 경유지
인천광역시
- 서구 - 부평구

경기도
- 부천시

## 노선
| 이름                                     | 접속 노선                                                   | 소재지     | 소재지              | 비고                                        |
| ---------------------------------------- | ----------------------------------------------------------- | ---------- | ------------------- | ------------------------------------------- |
| (석남동)                                 | 봉수대로                                                    | 인천광역시 | 서구                |                                             |
| (석남신사거리)                           | 염곡로                                                      | 인천광역시 | 서구                |                                             |
| 석남1고가교입구 교차로                   | 가정로                                                      | 인천광역시 | 서구                |                                             |
| 석남제1고가교 (석남역)                   | 국도 제6호선 국도 제77호선 국가지원지방도 제98호선 (가남로) | 인천광역시 | 서구                |                                             |
| 석남제1고가교 교차로                     | 서달로                                                      | 인천광역시 | 서구                |                                             |
| 원적산터널                               |                                                             | 인천광역시 | 서구                | 서울 방면 연장 1,040m 인천 방면 연장 1,026m |
| 원적산터널                               | 부평구                                                      | 인천광역시 |                     | 서울 방면 연장 1,040m 인천 방면 연장 1,026m |
| 원적산터널 요금소                        |                                                             | 인천광역시 | 본선요금소          |                                             |
| 백마장사거리 (산곡역)                    | 마장로                                                      | 인천광역시 |                     |                                             |
| 산곡사거리                               | 안남로                                                      | 인천광역시 |                     |                                             |
| (쌍용아파트)                             | 원길로                                                      | 인천광역시 |                     |                                             |
| 부평구청사거리 (부평구청역)              | 부평대로                                                    | 인천광역시 |                     |                                             |
| 신트리공원                               | 주부토로                                                    | 인천광역시 |                     |                                             |
| 신복사거리 (굴포천역) (굴포천역지하차도) | 장제로                                                      | 인천광역시 |                     |                                             |
| 삼산체육관사거리                         | 수변로                                                      | 인천광역시 |                     |                                             |
| 삼산체육관사거리                         | 수변로                                                      | 부천시     | 원미구              |                                             |
| 중동 나들목 (상동지하차도)               | 100호선 수도권제1순환고속도로                               | 부천시     | 원미구              |                                             |
| 상동역사거리                             | 상동로                                                      | 부천시     | 원미구              |                                             |
| 중동대로사거리 (무지개고가도로)          | 송내대로                                                    | 부천시     | 원미구              |                                             |
| 석천사거리                               | 석천로                                                      | 부천시     | 원미구              |                                             |
| 부천시청역                               |                                                             | 부천시     | 원미구              |                                             |
| 문예사거리                               | 중동로                                                      | 부천시     | 원미구              |                                             |
| 계남고가사거리 (신중동역) (계남고가도로) | 신흥로                                                      | 부천시     | 원미구              |                                             |
| 꿈마을사거리                             | 옥산로                                                      | 부천시     | 원미구              |                                             |
| 안남사거리                               | 계남로                                                      | 부천시     | 원미구              |                                             |
| 춘의사거리 (춘의역)                      | 국도 제39호선 (부천로)                                      | 부천시     | 원미구              |                                             |
| 당아래사거리                             | 원미로                                                      | 부천시     | 원미구              | 당아래지하차도                              |
| 종합운동장사거리 (부천종합운동장역)      | 소사로                                                      | 부천시     | 원미구              | 당아래지하차도                              |
| (베르네천)                               | 까치로                                                      | 부천시     | 북:오정구 남:원미구 |                                             |
| 까치울사거리 (까치울역)                  | 역곡로                                                      | 부천시     | 북:오정구 남:원미구 |                                             |
| 생태박물관삼거리 까치울정수장삼거리      |                                                             | 부천시     | 북:오정구 남:원미구 |                                             |
| 작동터널                                 |                                                             | 부천시     | 북:오정구 남:원미구 |                                             |
| 신정로와 직결                            |                                                             | 부천시     |                     |                                             |

## 주요 건물 및 시설
- 신석체육공원 (인천광역시 서구 길주로 39)
- 부평우체국 (인천광역시 부평구 길주로 415)
- 부평세림병원 (인천광역시 부평구 길주로 510)
- 인천부평경찰서 (인천광역시 부평구 길주로 511)
- 서울 지하철 7호선 부평구청역 (인천광역시 부평구 길주로 지하527)
- 인천여성문화회관 (인천광역시 부평구 길주로 539)
- 롯데마트 삼산점 (인천광역시 부평구 길주로 623)
- 삼산체육관역 (인천광역시 부평구 길주로 지하713)
- 한국만화영상진흥원, 한국만화박물관, 야인시대캠핑장문화동산 (경기도 부천시 길주로 1)
- 상동호수공원 (경기도 부천시 길주로 16)
- 상동역 (경기도 부천시 길주로 지하104)
- 세이브존 부천상동점 (경기도 부천시 길주로 105)
- 홈플러스 부천상동점 (경기도 부천시 길주로 118)
- 석남역 (인천광역시 서구 길주로 지하120)
- 현대백화점, 현대백화점유플렉스 중동점 (경기도 부천시 원미구 길주로 180)
- 이마트 중동점 (경기도 부천시 원미구 길주로 188)
- 부천시청역 (경기도 부천시 원미구 길주로 지하202)
- 부천시청 (경기도 부천시 길주로 210)
- 홈플러스 중동점 (경기도 부천시 원미구 길주로 297)
- 롯데백화점 중동점 (경기도 부천시 원미구 길주로 300)
- 신중동역 (경기도 부천시 원미구 길주로 지하314)
- 옥산초등학교 (경기도 부천시 원미구 길주로 327)
- 부천고용센터 (경기도 부천시 원미구 길주로 351)
- 춘의역 (경기도 부천시 원미구 길주로 지하406)
- 부천종합운동장역 (경기도 부천시 원미구 길주로 지하502)
- 부천상록학교 (경기도 부천시 원미구 길주로 574)
- 까치울역 (경기도 부천시 원미구 원미구 길주로 지하626)
- 부천식물원, 부천자연생태공원 (경기도 부천시 원미구 길주로 660)

## 같이 보기
- 원적산터널

## 사진

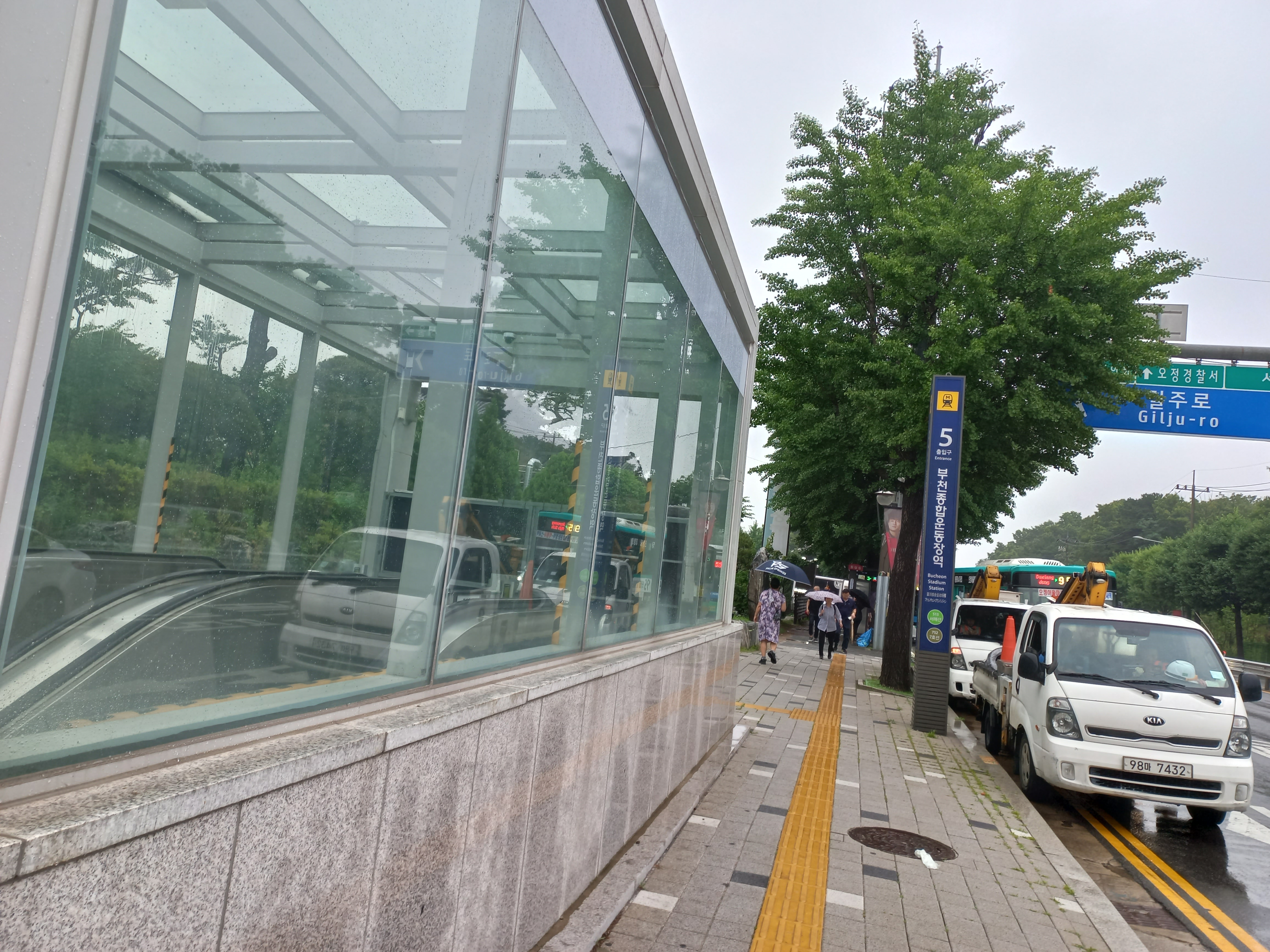
부천종합운동장역 5번출구